# زاویه احمد بن یداس
زاویه احمد بن یداس (به لاتین: Zaouiat Ahmed Ben Yaddas) یک منطقهٔ مسکونی در صحرای غربی است که در منطقه العیون–ساقیةالحمرا واقع شده‌است.